# Marsa Ben M'Hidi
Marsa Ben M'Hidi (anciennement Port-Say pendant la colonisation française) est une commune algérienne de la wilaya de Tlemcen.
C'est l'agglomération la plus occidentale du littoral algérien, située à la frontière algéro-marocaine qui abrite une station balnéaire et un port de pêche.
Marsa Ben M'Hidi se trouve dans la région de la tribu berbère et berbère arabisée des Trara (ou Itraren).

## Toponymie
Durant la période coloniale, la localité a porté le nom de Port-Say, qui est celui du fondateur du port, Louis Jean-Baptiste Say. À l'indépendance, elle a pris le nom de l'un des chefs nationalistes algériens, mort durant la Guerre d'Algérie, Larbi Ben M'hidi.

## Géographie

### Situation

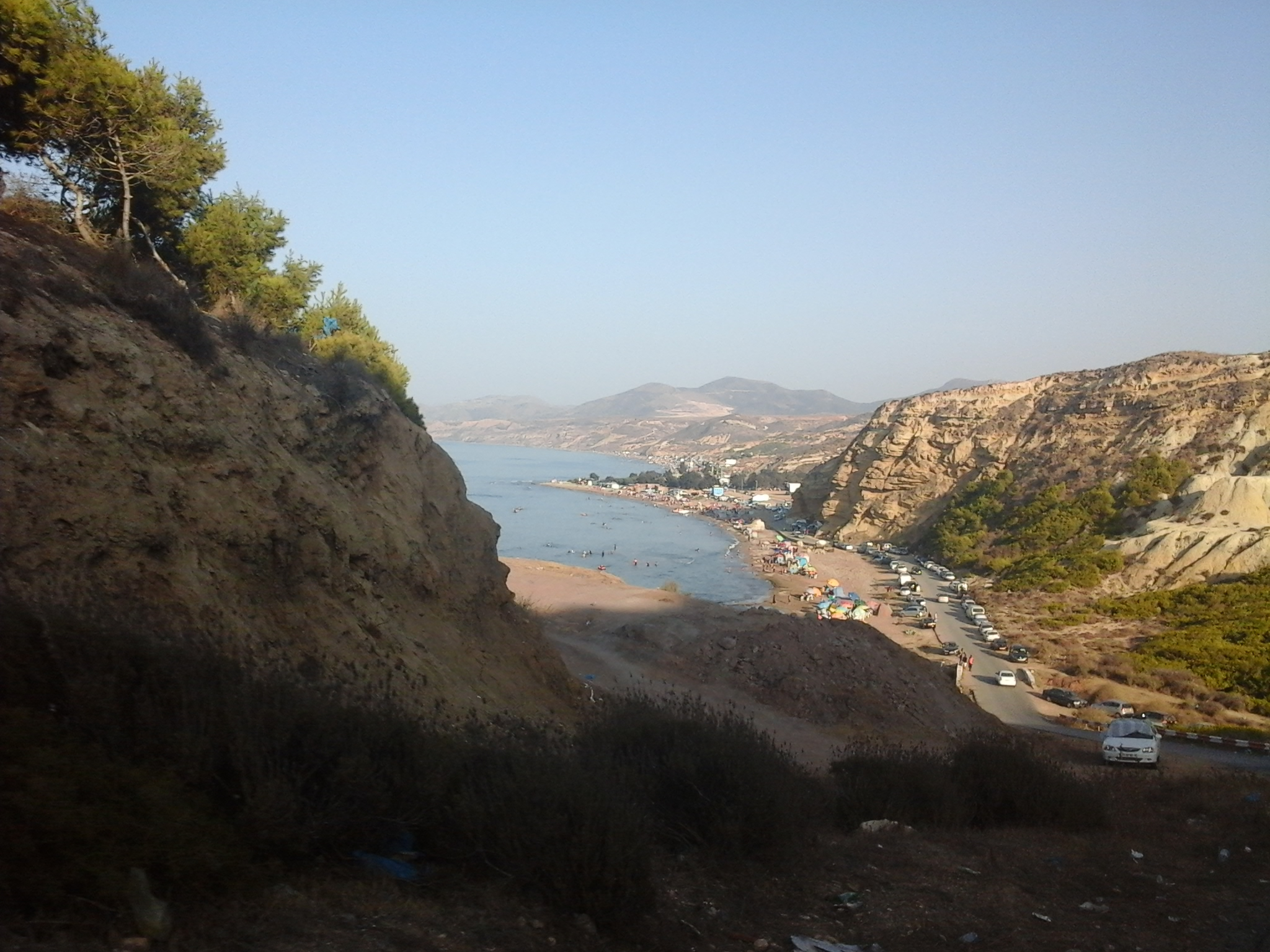
Relief accidenté de la commune.

Le territoire de la commune de Marsa Ben M'Hidi est situé au nord-ouest de la wilaya de Tlemcen. C'est l'agglomération la plus occidentale du littoral algérien, et en bordure des gorges de l'oued Kiss. Elle fait partie de la région des Trara, son relief est très accidenté.
Marsa Ben M'Hidi est une ville côtière de la mer Méditerranée à la frontière algéro-marocaine (limitrophe de la ville marocaine de Saïdia), située à 120 km au nord-ouest de Tlemcen, à 58 km à l'ouest de Ghazaouet et à 66 km au nord-ouest de Maghnia.
| Saïdia (Maroc) | Mer Méditerranée | Mer Méditerranée |
| Saïdia (Maroc) | Marsa Ben M'Hidi | MSirda Fouaga    |
| ? (Maroc)      | MSirda Fouaga    | MSirda Fouaga    |

### Localités de la commune
En 1984, la commune de Marsa Ben M'Hidi est constituée des localités suivantes :
- Marsa Ben M'Hidi
- Béni Mengouche
- Chaïb Rasso
- Merika
- Assa
- Saramram
- Boufkarene
- Anabra
- Kraziz
- Tamarchalet
- Aïn Adjeroud
- Poste de Tiza
- Poste Ahmed Benabdellah
- Boudouna
- Cap Kellah
- Ourraïe

### Climat
Le climat à Marsa Ben M'Hidi est chaud et semi-aride, les précipitations sont faibles toute l'année. La classification de Köppen est de type BSk. La température moyenne est de 17.7 °C. La pluviométrie annuelle moyenne ne dépasse pas les 400 mm.
| Mois                              | jan. | fév. | mars | avril | mai  | juin | jui. | août | sep. | oct. | nov. | déc. | année |
| --------------------------------- | ---- | ---- | ---- | ----- | ---- | ---- | ---- | ---- | ---- | ---- | ---- | ---- | ----- |
| Température minimale moyenne (°C) | 5,6  | 6,2  | 8    | 10,3  | 13,6 | 17,3 | 20,3 | 21   | 18,6 | 15   | 9,9  | 6,9  |       |
| Température moyenne (°C)          | 10,4 | 11   | 13,4 | 15,6  | 18,7 | 22,7 | 25,7 | 26   | 23   | 19,7 | 14,4 | 11,4 | 17,7  |
| Température maximale moyenne (°C) | 16,2 | 16,8 | 19,1 | 21,1  | 24,1 | 28,1 | 31,3 | 31,7 | 28,3 | 25,3 | 19,7 | 17   |       |
| Précipitations (mm)               | 42   | 42   | 53   | 42    | 33   | 9    | 2    | 5    | 23   | 39   | 48   | 33   | 371   |

| Diagramme climatique                                  |           |         |            |            |           |           |         |            |          |           |         |
| J                                                     | F         | M       | A          | M          | J         | J         | A       | S          | O        | N         | D       |
| 16,25,642                                             | 16,86,242 | 19,1853 | 21,110,342 | 24,113,633 | 28,117,39 | 31,320,32 | 31,7215 | 28,318,623 | 25,31539 | 19,79,948 | 176,933 |
| Moyennes : • Temp. maxi et mini °C • Précipitation mm |           |         |            |            |           |           |         |            |          |           |         |

## Histoire

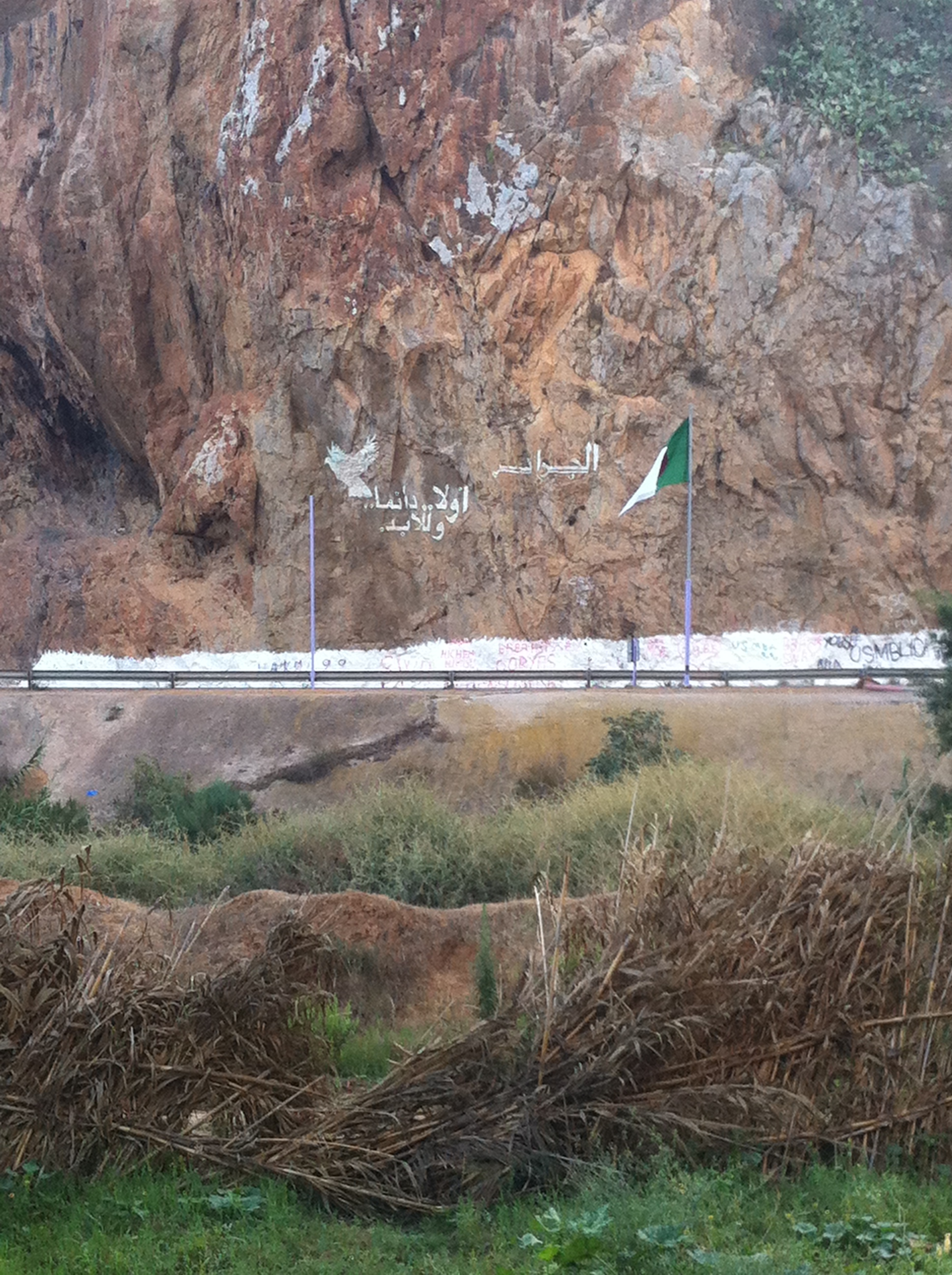
Frontière algéro-marocaine.

En 1905, Louis Jean-Baptiste Say crée la ville, dénommée Port-Say. En 1958, elle fait partie du département de Tlemcen. Un port a été construit pour la pêche et comme un débouché pour les exportations des minerais des montagnes proches. Le port devait servir aussi à l'exportation de céréales, faisant concurrence au port de Saïdia, que les Allemands voulaient construire au Maroc.

## Démographie
Selon le recensement général de la population et de l'habitat de 2008, la population de la commune de Marsa Ben M'Hidi est éstimée à 6 212 habitants contre 5 554 habitants en 1998, dont 3 321 habitants dans l'agglomération chef-lieu.

## Économie
Les activités économiques de la commune sont l'agriculture de montagne et le tourisme. Elle dispose en effet d'une station balnéaire et d'un port de pêche. Son village balnéaire a acquis une notoriété nationale en termes de tourisme. Il est devenu la destination privilégiée des vacanciers.